# ペレス・ヒルトン

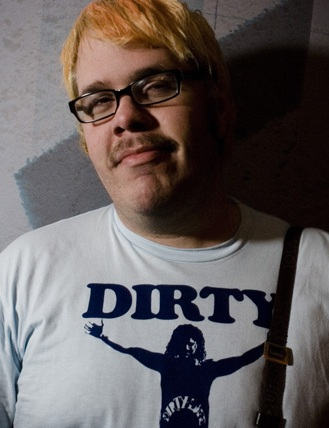
2007年8月5日撮影

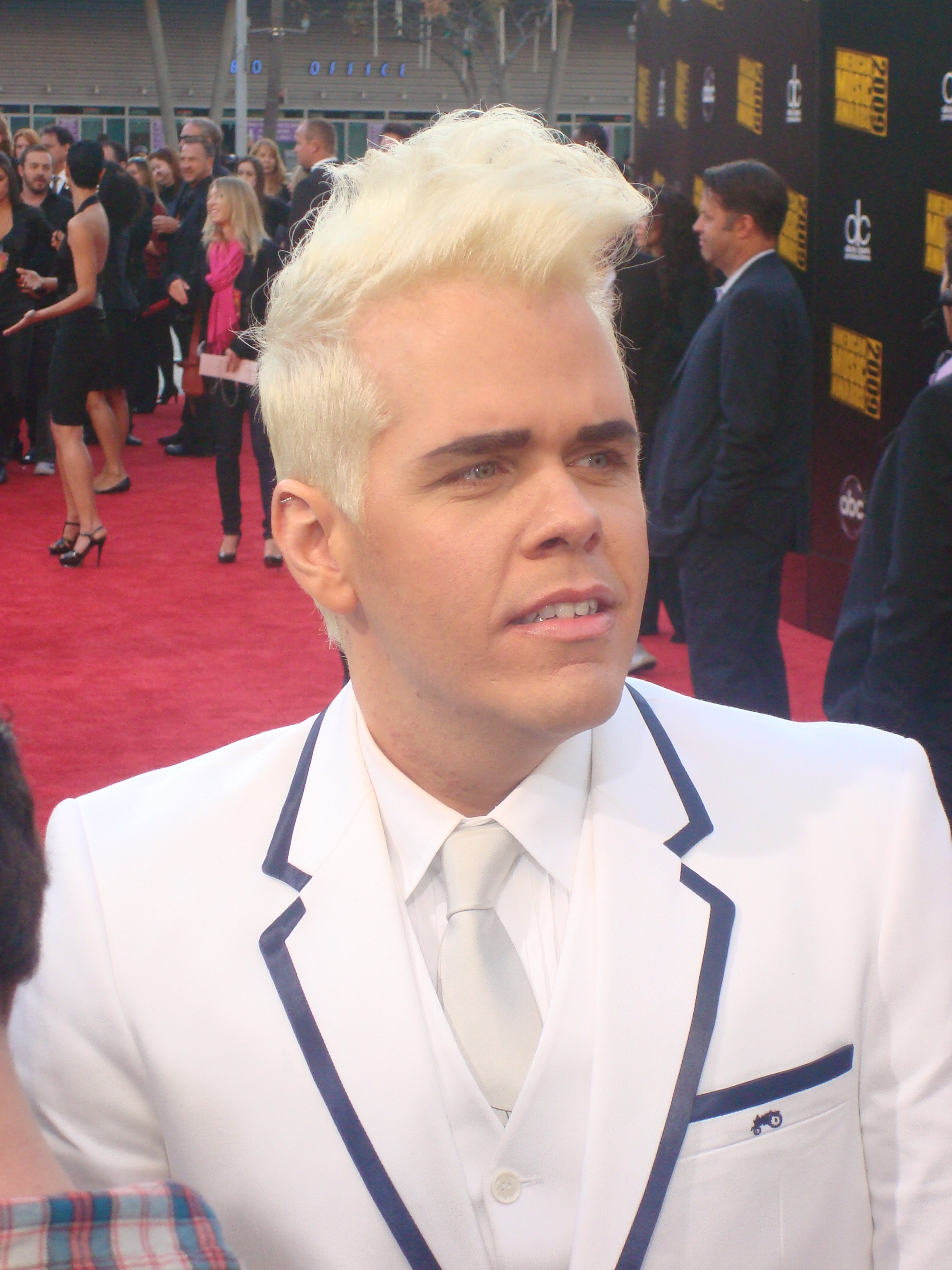
2009年11月22日撮影

ペレス・ヒルトン（Perez Hilton、本名：マリオ・アルマンド・ラヴァンデイラ・ジュニア（Mario Armando Lavandeira, Jr.）、1978年3月23日 - ）はアメリカ合衆国の男性ブロガー、テレビパーソナリティ。
彼のブログはミュージシャン、俳優、セレブリティなどのゴシップを専門に扱っており、著名人の写真に扇情的な落書きを加えて貼ることでも知られている。

## 生い立ちと私生活
ペレスはフロリダ州マイアミで生まれた。両親は共にキューバ系。1996年にBelen Jesuit Preparatory Schoolを卒業してニューヨーク大学に進学し卒業。2002年にロサンゼルスに移り住んだ。ペレスは同性愛者であることを公言している。

## ペレスヒルトン・ドットコム
2000年、大学卒業後、ブロガーとして経歴を始める前に俳優を試みた。彼はLGBT権利組織GLAADのメディア関係のアシスタントや同性愛者の出版物のフリーライター、ニューヨーク市のクラブイベントの受付係、男性向け同性愛雑誌『インスティンクト』の編集幹部として短期間働いた。彼はブログを始めたきっかけを「それが簡単なようだったので」と説明している。2004年に開始された彼が運営するウェブサイト「ペレスヒルトン・ドットコム（Perezhilton.com）」にはセレブリティの写真が掲載され、その写真に合わせてペレスが辛口のコメントを書いている。最も人気があるのは、セレブリティが化粧をしていないスッピンの写真である。サイトは大変な人気を誇り、アクセス数はアメリカ国内だけで1日170万アクセス、世界中だと260万アクセスにも上る。
彼はしばしば、有名人を対象として賞の授賞式やクラブ、個人的に出席したイベントを解説する。それは「個人的なペレス」というカテゴリーで書かれ、有名人と共に収まった写真を掲載する。ヒルトンはレディー・ガガなどの一部の有名人には好意的だが、ディズニー・チャンネル出身のヴァネッサ・ハジェンズやテレビドラマ『ゴシップガール』で有名になったテイラー・モンセンなど特定のスターに対しては「仇討ち」を行う。マイリー・サイラスはTwitter上でヒルトンが個人的に自身に不賛成を示していると明かした。彼が書く有名人のゴシップは偏った報道であるとの指摘もある。彼は自身の芸名の由来でブログでも頻繁に取り上げるパリス・ヒルトンと友人になったと主張した。例えば、パリス・ヒルトンに対して否定的な報道をせず、大部分のブログと違って彼女を認めている。彼は実際、彼女のポジティブな業績を称賛している。彼は他の有名人の差別的な言動に対して公で反対意見を述べることで知られている。例えばホモフォビアの言動をとるABCテレビドラマシリーズ『グレイズ・アナトミー 恋の解剖学』の出演者イザイア・ワシントンを同番組から降板させるように要求して、それをブログ読者にも訴えた。しかし、2007年にパリス・ヒルトンが人種差別的で同性愛嫌悪ともとれる発言を行った際は、何も取り上げなかったために『ハリウッド・ゴシップ』のブロガーに批判された。
ヒルトンはブログの「これを聴いてみて」というカテゴリーで、ミュージシャンのミュージックビデオなどを取り上げ、時にそのミュージシャンを昇進させる。ロンドンに拠点を置く歌手Mikaの2007年頃の北アメリカにおける飛躍はヒルトンがブログで頻繁に支持を表明したことに起因している。ヒルトンはMikaも友人であると述べている。

### 成功と悪名
ヒルトンがブロガーを始めて半年も経っていない2005年3月11日、テレビ番組『インサイダー』に「ハリウッドで最高に憎いウェブサイト」と取り上げられた。これはブログが最初に注目されるきっかけとなり、ブログはアクセスが集中し一時的にサーバーが故障する程だった。ヒルトンは2007年7月30日、表面上は「何もない日」であるが、ペレスヒルトン・ドットコムの1日（24時間）のアクセス数が882万以上あったと主張した。しかし、他のメディアはヒルトンの主張の信憑性に異議を唱えている。
アメリカのポップ歌手ファーギーは2006年に発表した曲『ペデスタル』で、ヒルトンについて言及している。ファーギーは曲の中で正体不明の人物が、インターネット上で自分に否定的な意見を作り上げたことを非難している。
2007年8月17日、独占的な引用を出典としてキューバのフィデル・カストロの死亡を発表し、自分がこのニュースを発表する最初のメディアアウトレットであると主張した。ヒルトンは数時間後にアメリカ政府当局が死亡を発表すると述べたが、そのような発表はされなかった。そして、主要メディアはカストロの死亡を確認することが出来なかった。AP通信は、この噂がカストロが他界した後の都市の計画について議論することになっていたマイアミ当局の会議で引き起こされたものであると断定した。また、フロリダキーズの道路閉鎖が噂を更に煽った。同年9月21日、カストロは「虚弱に見えるが、明快に聞こえる」ことと彼の死という馬鹿馬鹿しい噂に関してキューバのテレビ番組のインタビューを受けており、健在であることが確認された。
2008年9月15日、『Terra.com』はヒルトンを「ヒスパニック・オブ・ザ・イヤー」に選出した。

### 民事訴訟
2007年10月11日、ゾンバ・レーベル・グループに著作権侵害の訴訟を起こされた。同グループはヒルトンがブリトニー・スピアーズの曲を不法に掲示したと述べた。不法な掲示は3ヶ月間にわたって続き、少なくとも10作品の完成、未完成な曲が不法に聴けた。訴訟は法的なコストと共に懲罰的な損害賠償を求める物だった。ただし、この訴訟の原告側はスピアーズではない。2008年3月、ヒルトンはゾンバを所有するソニーBGMと契約したアーティストの話題をブログ上で扱わないと発表した。しかし、訴訟が同年11月に解決されたときに、ボイコットを終了し、ソニーBGM所属アーティストの話題を定期的にブログに取り上げるようになった。
2007年10月11日、リンジー・ローハンが飲酒運転で事故を起こした車からコカインが発見された事件について、コカインはローハンの友人であるサマンサ・ロンソンの所有物であるとヒルトンが報じたとして、ロンソンがヒルトンに対して起こした名誉毀損訴訟を、裁判官が退けた。ヒルトンの報道はCelebrityBabylon.com上で報道されたゴシップの繰り返しであった。裁判官は裁判所でCelebrityBabylon.comとロンソンが既に和解に達していたと知った。2008年1月23日、上級裁判所裁判官はヒルトンに賠償金として85,000ドルを与える判決を下した。